# داريل غورني
داريل غورني (بالإنجليزية: Daryl Gurney)‏ هو لاعب دارت بريطاني، ولد في 22 مارس 1986 في ديري في أيرلندا الشمالية.

## وصلات خارجية
- داريل غورني على موقع DartsDatabase.co.uk (الإنجليزية)